# 普羅耶什蒂佩特羅魯足球俱樂部
普羅耶什蒂佩特羅魯足球俱樂部（Fotbal Club Petrolul Ploiești）是羅馬尼亞的一家足球俱樂部，主場位於普羅耶什蒂。球隊參加羅馬尼亞足球甲級聯賽的賽事。

## 外部連結
- （罗马尼亚文） Official website
- （罗马尼亚文） Supporters website  （页面存档备份，存于）